# Daniel Walker
Daniel J. Walker dit Dan Walker, né le 6 août 1922 à Washington, D.C. et mort le 29 avril 2015 à Chula Vista (Californie), est un vétéran de la Seconde Guerre mondiale et de la guerre de Corée (au sein de l'United States Navy) et homme politique américain. Membre du Parti démocrate, il est gouverneur de l'État de l'Illinois de 1973 à 1977. 